# O makové panence
O makové panence (též O makové panence a motýlu Emanuelovi) je československý večerníček z roku 1972 režírovaný Václavem Bedřichem a natočený na námět z knihy Václava Čtvrtka O Makové panence a motýlu Emanuelovi.

## Hlavní postavy

### Maková panenka
Maková panenka se stará o makové pole. Nosí červenou makokvítkovou sukýnku. Když si neví rady sama, zajde pro radu ke staré chytré makovici. Kromě sukně nosí i zelenou košili a pár perel na hlavě.

### Motýl Emanuel
Je trošku staromódní motýl nosící cylindr a hůlku. Pomáhá Makové panence v její práci, ale někdy jí spíše přidělává starosti. V posledním díle se objeví i jeho dvojník.

### Starý chytrý mák
Dospělý mák, pomáhá makovici, kdykoli má problém, i když shodou okolností většinu pomoci, kterou poskytuje, je mák. Jeho hlas je velmi unavený a monotónní.

## Seznam dílů
- O makové panence a smutném Emanuelovi – Maková panenka a motýl Emanuel se spolu seznámí. Emanuel je smutný, protože mu kos sebral cylindr
- O makové panence a loupežníčku Buráskovi
- O makové panence a blesku Ámosovi – maková panenka chce jít pro vodu, ale Emanuel sedící na konvi jí to vymlouvá. Přižene se bouřka a Emanuelovi do cylindru vletí blesk. Blesk se představí jako Ámos a snaží se pomáhat, jenomže svojí snahou snahou zničí lavičku a konev promění v hrnec. Poté si připadá neužitečný. Maková panenka pošle Emanuela natočit medovou šťávu do hrnce, do hrnce si pak vleze Ámos a poté, co se opět vynoří, už není hromskej, ale medovej. Opraví lavičku, z hrnce udělá opět konev, Emanuelovi vrátí cylindr a poté se rozloučí.
- O makové panence a lučním světýlku Ferdinandovi
- O makové panence a dělostřelci Praskavci
- O makové panence a tropickém motýlu Ibrahimovi – Z tropů se na makové pole dostane motýl Ibrahim. Vysmívá se Emanuelovi, že je staromódní. Emanuel odejde a maková panenka se do Ibrahima zamiluje. Jenomže během večera měsíček kropí vše studenou rosou, na kterou Ibrahim není zvyklý, takže se nastydne. Když odchází pryč, Emanuel mu nabídne hůlku.
- O makové panence a tureckém měsíci – Na nebi se místo našeho měsíce objeví turecký měsíc s princeznou. Maková panenka s motýlem Emanuelem se snaží turecký měsíc přinutit sestoupit z oblohy, aby na ní mohl zpátky vystoupit náš měsíc. Když nevědí jak dál, nakonec probudí všechny máky, které začnou vonět a tato příjemná vůně pomůže, aby turecký měsíc sestoupil z oblohy. Vůně tureckému měsíci zamotá hlavu natolik, že usne i s princeznou a pocestný brouk je odveze do Cařihradu.
- O makové panence a náprstku Pichpic
- O makové panence a zlostném leknínu
- O makové panence a veverce Barče
- O makové panence a Kaňce Čunčové
- O makové panence a medvídku Metodějovi
- O makové panence a dvou Emanuelech – Motýl Emanuel je na výletě a k Makové panence přileze housenka, která o sobě říká, že je také Emanuel. Když se Emanuel vrátí, maková panenka mu vše vypráví, jenomže housenka Emanuel je už mezitím zakuklen. Sluníčko pak nechá vše dozrát a poté se objeví druhý motýl Emanuel. Oba dva Emanuelové se spolu poperou, ale sluníčko je zastaví, protože nechalo druhého Emanuela vylíhnout schválně, aby oba chránili Makovou panenku.

## Tvůrci
- Animace: Jaroslava Blagoevová, Růžena Brožková, Libuše Čihařová, Olga Šišková, Ota Kurdnáč, Bohumil Šejda, Irena Jandová
- Výtvarník: Gabriela Dubská
- Pozadí: Bohumil Šiška